# Karl Friedrich Heinrich Haack

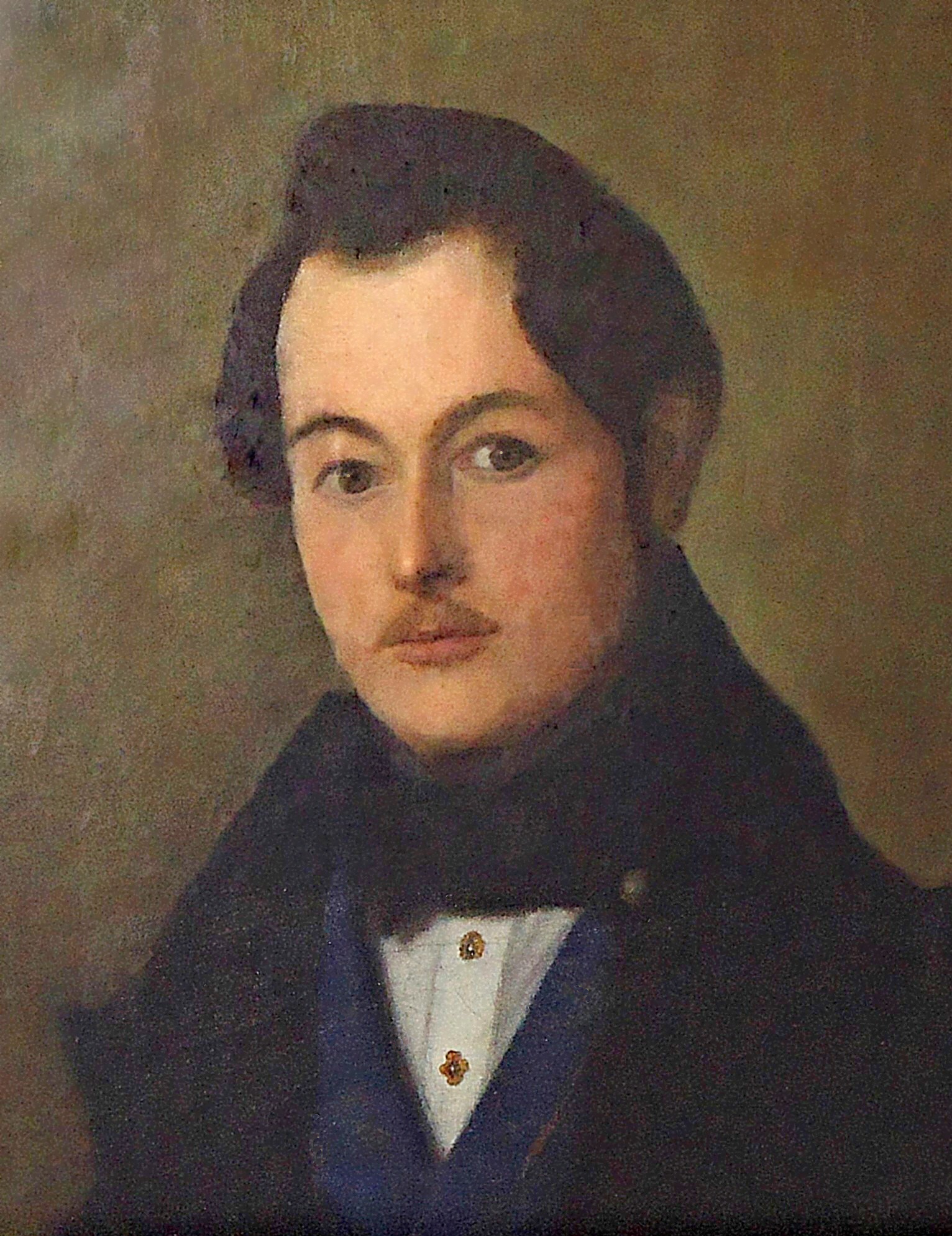
Karl Haack (1755–1819)

Karl Friedrich Heinrich Haack (auch Charles Haacke, * 18. Februar 1755 in Potsdam; † 28. September 1819, ebenda) war ein deutscher Violinist, Komponist und königlicher Konzertmeister der preußischen Hofkapelle.
Eltern waren Christian Fridrich Hacke und Johanne Eleonora Junge. Der Vater, gebürtig aus Berlin, diente als Hautboist im Preußischen Regiment zu Fuß Kronprinz Nr. 6, war anschließend Stadtmusiker in Berlin und seit 1768 Bürger von Potsdam, wo er in seinem Haus Ebräerstrasse 3 die Gastwirtschaft Weiße Taube führte.
Der jüngere Bruder Friedrich Wilhelm Haack (1765–1825) war Organist und Musikdirektor in Stettin.

## Leben
Haack war Schüler von Franz Benda und seinerseits Lehrer von bekannten Violinisten und späteren Konzert- und Kapellmeistern: Carl Moeser, Karl August Seidler und Ludwig Maurer.
Haack gehörte schon in jungen Jahren dem Kammermusik-Ensemble des Kronprinzen von Preußen und späteren Königs Friedrich Wilhelm II. an. Bei einem Aufenthalt in Paris entstanden die Sonaten opus 5 und 6. 1782 wurde Haack zum Konzertmeister der kronprinzlichen Kapelle ernannt. Bei der Vereinigung der kronprinzlichen und der königlichen Kapelle nach dem Regierungsantritt Friedrich Wilhelms II im Jahr 1786 wurde Haack Erster Violinist und 1796 Konzertmeister der Hofkapelle. Pensioniert wurde Haack 1811 anlässlich der erneuten Umorganisation von Hofkapelle, Opernkapelle und Kapelle des Nationaltheaters. Nachfolger als Erster Violinist und Konzertmeister wurde sein Schüler Karl Möser, auch sein Schüler Carl August Seidler wurde 1816 als Konzertmeister eingestellt.
Haack hatte seine primären Aufgaben im Kammerorchester und im königlichen privaten Streichquartett, in dem sich Friedrich Wilhelm auch noch als König am Violoncello beteiligt haben soll. Daneben trat Haack als Dirigent und Solist in zahlreichen Konzerten auf. Als sich allmählich ein städtisches Konzertleben in Berlin entwickelte, spielte Haack u. a. 1783 und 1784 in den nach französischem Vorbild eingerichteten Concerts spirituel sowie als Solist in anderen öffentlichen Konzerten, wobei er auch seine eigenen Violinkonzerte aufführte. Zusammen mit den Kapellmeistern Johann Friedrich Reichardt und Vincenzo Righini verfasste Haack im Namen der ganzen Kapelle im Jahr 1800 das erfolgreiche Gesuch an den König, die Veranstaltung von öffentlichen Wohltätigkeits-Konzerten zugunsten des Witwen- und Waisenfonds der königlichen Kapelle zu gestatten.
Der Nachruf 1819 lautete: „Am 28sten starb in seiner Geburtsstadt Potsdam der pensionierte Königl. Concertmeister Carl Haak im 65sten Jahr seines Lebens. Er war ein vortrefflicher Geiger und ein fertiger Klavierspieler, und hat für beide Instrumente treffliche Sachen geschrieben, die auch zum Theil gedruckt sind.“
Mit seiner Ehefrau Friederica Henrietta Hansmann (1753–1823), Tochter des königlichen Inspektors Friedrich Hansmann, hatte Haack fünf Kinder.

## Leistungen
Der Musikalische Almanach für Deutschland auf das Jahr 1781/1782 zählt vorzügliche Künstler auf verschiedenen musikalischen Instrumenten auf: „Hacke (Carl) Kammermusikus beym Prinzen von Preussen; geb. in Potsdam – Er spielt mit viel Geschmack und Fertigkeit.“ „Nach dem Urtheile mehrerer dasiger Kenner ist er ein ganz vortrefflicher Geiger, dessen Intonation ganz rein ist, der sein Adagio einzig spielt, und dessen Vortrag überhaupt von Wahrheit und Ausdruck beseelt ist. Da er überdies noch unter die fertigen Klavierspieler gehört, ist im alten Lexicon unangezeigt geblieben. Auch hat er sich für beyde Instrumente als gründlicher Komponist gezeigt. Besonders rühmt man sein Violinkonzert aus D moll wegen des reinen Satzes, des guten Plans und der Charakteristik, nach denen es gearbeitet ist.“
In einer Konzert-Rezension heißt es 1792 über die beteiligten Musiker: „Der vornehmste darunter war wohl unstreitig der große und berühmte Violinist aus der Königlichen Kapelle, Hr. Haake, der in Absicht des großen und reinen Tons, des rührenden, so wie des lebhaften, feurigen Ausdrucks, und besonders in dem sanften Schmelz der Töne, die er wie ein feines Gespinst, dem Ohre kaum noch hörbar, verschwinden lassen kann; um sie desto kräftiger wieder anzuschwellen – gewiß seines Gleichen sucht.“
„Violintechnisch soll er weniger durch virtuose Brillanz als vielmehr durch ungewöhnlich ausdrucksvolles Spiel vor allem in langsamen Sätzen hervorgetreten sein.“
Haack gilt neben den Brüdern und Söhnen Franz Bendas als Hauptvertreter der „norddeutschen“ Schule Franz Bendas, die sich durch ein expressives Adagio-Spiel auszeichnete.
E. T. A. Hoffmann hat Haack als Violinlehrer und Konzertmeister in einer beziehungsreichen und phantasievollen Kurzgeschichte „Der Baron von B.“ gewürdigt, wobei die Personen Haack und Möser zu verschmelzen scheinen.

## Werke
- 6 Violinkonzerte, von denen 5 vollständig erhalten sind: opus 1 G-Dur, opus 2 D-Dur, opus 3 A-Dur, opus 4 F-Dur, opus 6 A-Dur;
- 3 Sonaten für Clavecin/Pianoforte und Violine bzw. Flöte (Triosonaten) opus 5 (erhalten ist Sonata 1);
- 3 Sonaten für Clavecin/Pianoforte und Violine bzw. Flöte (Triosonaten) opus 6;

gedruckt von Johann Julius Hummel in Berlin/Amsterdam, als Partituren neu geschrieben und archiviert.